# Днищенко Любов Іванівна
Любо́в Іва́нівна Дни́щенко (* 1936) — заслужений працівник сільського господарства, почесний громадянин Шевченківського району.

## З життєпису
Народилася 1936 року в селі Петрівка Шевченківського району. Від 1952 року працювала у тваринницькій галузі, в швидкому часі стала кращою дояркою колгоспу імені Фрунзе, згодом — Шевченківського району.
Неодноразово була переможцем районного змагання серед доярок (за кількістю надоєного молока), в окремі роки їй вдавалося доводити цей показник до 4,5 тисяч літрів від кожної корови. Трудовий стаж Любові Днищенко склав 40 років.
Нагороджена орденом Трудового Червоного Прапора та медалями, званням заслуженого працівника сільського господарства України.
Перебуває на заслуженому відпочинку, проживає в селі Петрівка.